# Араменго
Арамѐнго (на италиански: Aramengo; на пиемонтски: Aramengo, Араменг) е село и община в Северна Италия, провинция Асти, регион Пиемонт. Разположено е на 357 m надморска височина. Населението на общината е 565 души (към 31 декември 2018 г.).

## Култура

### Религиозни центрове
- Енорийска католическа църква „Св. абат Антоний“ (Chiesa di Sant′Antonio Abate), 18 век.[2]
- Католически параклис на Св. Анна (Cappella di Sant′Anna), 14 век
- Католически параклис „Св. Георги“ (Cappella di San Giorgio), 13 – 14 век, в Мазио
- Католическа църква „Св. Мария снежна“ (Chiesa di Santa Maria della Neve), 14 век, в Марторито
- Католически параклис на Св. Мария от Гоненго (Cappella di Santa Maria di Gonengo), 13 век, в Гоненго
- Католически параклис на Св. Рох (Cappella di San Rocco), 19 век, в Гоненго
- Католически параклис на Св. Рох (Cappella di San Rocco), 19 век, в Брико
- Католически параклис на св. Симеон и св. Юда (Cappella dei Santi Simone e Giuda), 20 век, в Брая